# 西黄城根北街
39°55′25″N 116°22′16″E / 39.92372°N 116.37102°E
西黄城根北街，是位于北京市西城区东北部的一条道路。

## 简介
西黄城根北街北起地安门西大街，与护仓胡同连接，南到西安门大街，与西黄城根南街连接。明朝时无称。清朝宣统年间，以西安门为界，以北称“北皇城根”，以南称“南皇城根”。中华民国初年，两街合并，并且将“皇”字改成“黄”字，以示破除帝制，统称“黄城根”。1965年，两街分立，将西安门以北段改名“西黄城根北街”，并将该街南端西侧的元宝胡同并入。文化大革命中一度改称“立新北路”，后来复名“西黄城根北街”。 